# Hiroyuki Matsumura
Hiroyuki Matsumura (jap. 松村浩之 Matsumura Hiroyuki; ur. 19 września 1986 roku w Yamaguchi) – japoński kierowca wyścigowy.

## Kariera
Matsumura rozpoczął karierę w wyścigach samochodowych w 2005 roku od startów w Europejskim Pucharze Formuły Renault 2.0, gdzie dwukrotnie stawał na podium. Z dorobkiem 33 punktów uplasował się tam na dziewiątej pozycji w klasyfikacji generalnej. W tym samym roku wystartował również gościnnie w Azjatyckiej Formule Renault. W późniejszych latach pojawiał się także w stawce Trofeum Niemieckiej Formuły 3, Japońskiej Formuły 3, Niemieckiej Formuły 3 oraz Super GT Japan.

## Statystyki
| Sezon | Seria                                 | Zespół            | Wyścigi | Zwycięstwa | PP | NO | Podium | Punkty | Pozycja |
| ----- | ------------------------------------- | ----------------- | ------- | ---------- | -- | -- | ------ | ------ | ------- |
| 2005  | Europejski Puchar Formuły Renault 2.0 | Graff Racing      | 16      | 0          | 0  | 0  | 2      | 33     | 9       |
| 2005  | Azjatycka Formuła Renault             | ART               | 1       | 1          |    | 1  | 1      | 0      | NS†     |
| 2006  | Niemiecka Formuła 3                   | Swiss Racing Team | 6       | 0          | 0  | 0  | 0      | 3      | 21      |
| 2006  | Trofeum Niemieckiej Formuły 3         | Swiss Racing Team | 2       | 0          | 0  | 0  | 0      | 6      | 17      |
| 2006  | Japońska Formuła 3                    | Tom's             | 6       | 0          | 0  | 0  | 0      | 5      | 15      |
| 2008  | Super GT Japan - GT300                |                   | 1       | 0          | 0  | 0  | 1      | 11     | 25      |

† – Matsumura nie był zaliczany do klasyfikacji